# Derbi de Albania
El derbi de Albania o el derbi albanés más antiguo (en albanés: Derbi më i vjetër shqiptar}) es el nombre dado a cualquier partido de fútbol disputado entre el SK Tirana y el Vllaznia Shkodër, dos de los clubes más antiguos y de mayor rivalidad del fútbol albanés. El nombre del derbi debe su nombre a ello y a que es el derbi más antiguo que se disputa actualmente en Albania.

## Historia
El Tirana y Vllaznia fueron los primeros clubes de fútbol en Albania, fundados respectivamente en 1920 y 1919. En ese momento comenzó la rivalidad.

## Balance
| Competición | Partidos | KF Tirana | Empate | Vllaznia | Goles Tirana | Goles Vllaznia |
| ----------- | -------- | --------- | ------ | -------- | ------------ | -------------- |
| General     | 161      | 72        | 38     | 51       | 223          | 186            |
| Tiranë      | 81       | 47        | 17     | 17       | 136          | 78             |
| Shkodër     | 80       | 25        | 21     | 34       | 87           | 108            |

## Últimas 20 temporadas
| Temporada | Primer partido | Segundo partido | Tercer partido | Cuarto partido | Partidos    |
| --------- | -------------- | --------------- | -------------- | -------------- | ----------- |
| 92-93     | 2-1            | 1-1             | -              | -              | 2           |
| 93-94     | 5-0            | 3-2             | -              | -              | 2           |
| 94-95     | 1-0            | 1-0             | -              | -              | 2           |
| 95-96     | 4-1            | 2-0             | -              | -              | 2           |
| 96-97     | 0-1            | 0-2             | -              | -              | 2           |
| 97-98     | 1-2            | 0-0             | -              | -              | 2           |
| 98-99     | 1-0            | 0-1             | -              | -              | 2           |
| 99-00     | 1-0            | 2-0             | -              | -              | 2           |
| 00-01     | 2-1            | 2-3             | -              | -              | 2           |
| 01-02     | 1-0            | 3-0             | -              | -              | 2           |
| 02-03     | 2-0            | 4-2             | -              | -              | 2           |
| 03-04     | 3-2            | 5-1             | 3-1            | 0-3            | 4           |
| 04-05     | 2-1            | 2-2             | 2-1            | 2-0            | 4           |
| 05-06     | 2-0            | 2-1             | 2-1            | 2-0            | 4           |
| 06-07     | 1-0            | 4-2             | 1-1            | -              | 3           |
| 07-08     | 0-0            | 5-1             | 1-4            | -              | 3           |
| 08-09     | 1-1            | 2-1             | 0-0            | -              | 3           |
| 09-10     | 0-1            | 1-2             | 1-0            | -              | 3           |
| 10-11     | 0-2            | 0-0             | 0-1            | -              | 3           |
| 11-12     | 0-0            | 2-2             | -              | -              | 2           |
| 12-13     | 1-0            | -               | -              | -              | 2           |
| Total:    | Goles 85- 48   | 31 victorias    | 10 empates     | 11 derrotas    | 52 partidos |